# マリイング・メイデン
| 専門評論家によるレビュー | 専門評論家によるレビュー |
| レビュー・スコア         | レビュー・スコア         |
| 出典                     | 評価                     |
| ------------------------ | ------------------------ |
| オールミュージック       | [ 1 ]                    |

『マリイング・メイデン』（原題：Marrying Maiden）は、1970年にコロンビア・レコードからリリースされた、サンフランシスコ・レコードのサイケデリック・バンド：イッツ・ア・ビューティフル・デイの2枚目のスタジオ・アルバム。創設メンバーであるボーカリスト/キーボード奏者のリンダ・ラフレイムは、この取り組みでキーボード奏者のフレッド・ウェッブと交代した。グレイトフル・デッドのギタリスト：ジェリー・ガルシアが2曲に参加し、ザ・シャーラタンズのメンバーであるリチャード・オルセンも1曲にゲストとして参加した。アルバムがリリースされて間もなく、ミッチェル・ホルマンとハル・ワグネットは、トム・ファウラーとビル・グレゴリーのベースとギターによって置き換えられた。 

## アルバムの内容
「ドン・アンド・デューイ」は、ディープ・パープルのインストゥルメンタル「ハード・ロード」（1968年）に酷似している。本アルバムの発表と相前後して、ディープ・パープルは彼等のデビュー・アルバムの収録曲「ボンベイ・コーリング」に酷似した楽曲「チャイルド・イン・タイム」を収録したアルバム『ディープ・パープル・イン・ロック』を発表した。

## 評論家の反応
オールミュージックのレズリー・プラナーは星5つのうちの3つを与え、次のように書いている：
イッツ・ア・ビューティフル・デイの2番目のLPレコードは、バンドのセルフタイトルデビューよりもはるかに牧歌的な取り組みです。
ベイエリアのグループの多くが始めたように、バンドはそのサウンドを初期の作品の暗いサイケデリアとプロトプログから、より明るくて素朴な田舎風のロックに再調整します。

## トラックリスト
1. 「ドン・アンド・デューイ - Don And Dewey」（デヴィッド・ラフレイム）– 5:16
2. 「ザ・ドルフィンズ - The Dolphins」（ フレッド・ニール ）– 4:30
3. 「エッセンス・オブ・ナウ - Essence Of Now」（ミッチェル・ホルマン）– 3:20
4. 「ホーダウン - Hoedown」（ラフレイム）– 2:29
5. 「ソープストーン・マウンテン - Soapstone Mountain」（ラフレイム）– 4:20
6. 「ウェイティング・フォー・ザ・ソング - Waiting For The Song」（ハル・ワグネット）– 1:03
7. 「レット・ア・ウーマン・フロー - Let A Woman Flow」（LaFlamme、Pattie Santos）– 4:04
8. 「イット・カムズ・ライト・ダウン・トゥ・ユー - It Comes Right Down to You」（フレッド・ウェッブ、ロバート・ルイス）– 3:14
9. 「グッド・ラヴィン - Good Lovin '」（ウェッブ、ホルマン）– 3:59
10. 「ガリレオ - Galileo」（ワグネット）– 3:02
11. 「太陽を覚えているかい？ - Do You Remember the Sun」 （ウェブ、ルイス）– 3:14

## パーソネル

### イッツ・ア・ビューティフル・デイ
- デヴィッド・ラフレイム – バイオリン、ギター、フルート、リードボーカル
- ハル・ワグネット – ギター
- フレッド・ウェッブ – キーボード、ボーカル、フレンチホルン
- ミッチェル・ホルマン – ベース、ジューズ・ハープ、バッキング・ボーカル
- ヴァル・フエンテス – ドラムス、バッキング・ボーカル
- パティ・サントス – パーカッション、ボーカル

### 追加のミュージシャン
- ジェリー・ガルシア – ペダルスチールギター（トラック8）、バンジョー（トラック4）
- リチャード・オルセン – クラリネット（トラック8）

### 製作
- ブレント・デンジャーフィールド、イッツ・ア・ビューティフル・デイ – プロデューサー
- デビッド・ブラウン、ジョン・フィオーレ – エンジニア

## チャートでのパフォーマンス

### アルバム
| チャート（1969）  | 最高位 | 合計週間 |
| ----------------- | ------ | -------- |
| 米国ビルボード200 | 28     | 21       |
| 英国公式チャート  | 45     | 2        |